# Martin 4-0-4
Dimensions
Le Martin 4-0-4 ou Martin 404 est un avion de ligne américain des années 1950. Sa désignation se prononce Martin Four-O-Four. Il a volé également sous les couleurs de l'US Coast Guard.

## Développement
Après l'échec du Martin 3-0-3. et la montée en puissance des bimoteurs Convair les responsables de Martin cherchèrent de nouveau à trouver un successeur au Douglas DC-3 auprès des compagnies aériennes américaines. Ils prirent alors comme postulat la modernisation en profondeur du 2-0-2 et décidèrent de lui donner la désignation de 4-0-4. En juillet 1947 le programme était lancé. Dès lors des clients potentiels furent démarchés, deux semblaient se détacher du lot, Eastern Air Lines et surtout TWA.
Si la voilure du 4-0-4 et de son prédécesseur le 2-0-2 restait commune, le fuselage fut quant à lui modifié, la motorisation revue, et l'aménagement intérieur également. Le train d'atterrissage tricycle escamotable fut renforcé, tout comme l'empennage. Le cockpit biplace côte à côte excluait la présence d'un navigateur aux côtés du pilote et du copilote, mais deux strapontins permettaient l'accueil d'hôtesses de l'air. La cabine permettait l'accueil de quarante passagers. L'avion n'était pas pressurisé.
Le premier vol du prototype intervint en octobre 1951.

## Commercialisation
Ce sont soixante avions de série, ainsi que le prototype, qui furent acquis par TWA, tandis qu'Eastern Air Lines achetait quarante exemplaires de l'avion. Très rapidement ces avions furent utilisés pour des vols courts et moyens courriers à l'intérieur du territoire américain. TWA avait baptisé du nom de Skyliner ses Martin 4-0-4 et les utilisa jusqu'en 1961 tandis qu'Eastern Air Lines les conserva une année supplémentaire. Dans cette seconde compagnie ces avions étaient désignés Silver Falcons.
Deux graves accidents aériens endeuillèrent la carrière des 4-0-4 de TWA, le premier en février 1955 lorsque le vol TWA 206 s'écrasa au Nouveau-Mexique tuant les seize passagers et membres d'équipage. Le second eut lieu moins d'un an plus tard lorsque le vol TWA 400 rata son décollage depuis l'aéroport de Pittsburgh, tuant 22 des 36 personnes à bord.
Après leur retrait du service dans ces deux compagnies les Martin 4-0-4 se retrouvèrent sur le marché des avions de seconde main. Ils furent acquis par plusieurs compagnies aériennes différentes aux États-Unis et en Amérique du Sud. Le dernier avion a réalisé semble-t-il son ultime vol en 2008.

## Carrière militaire

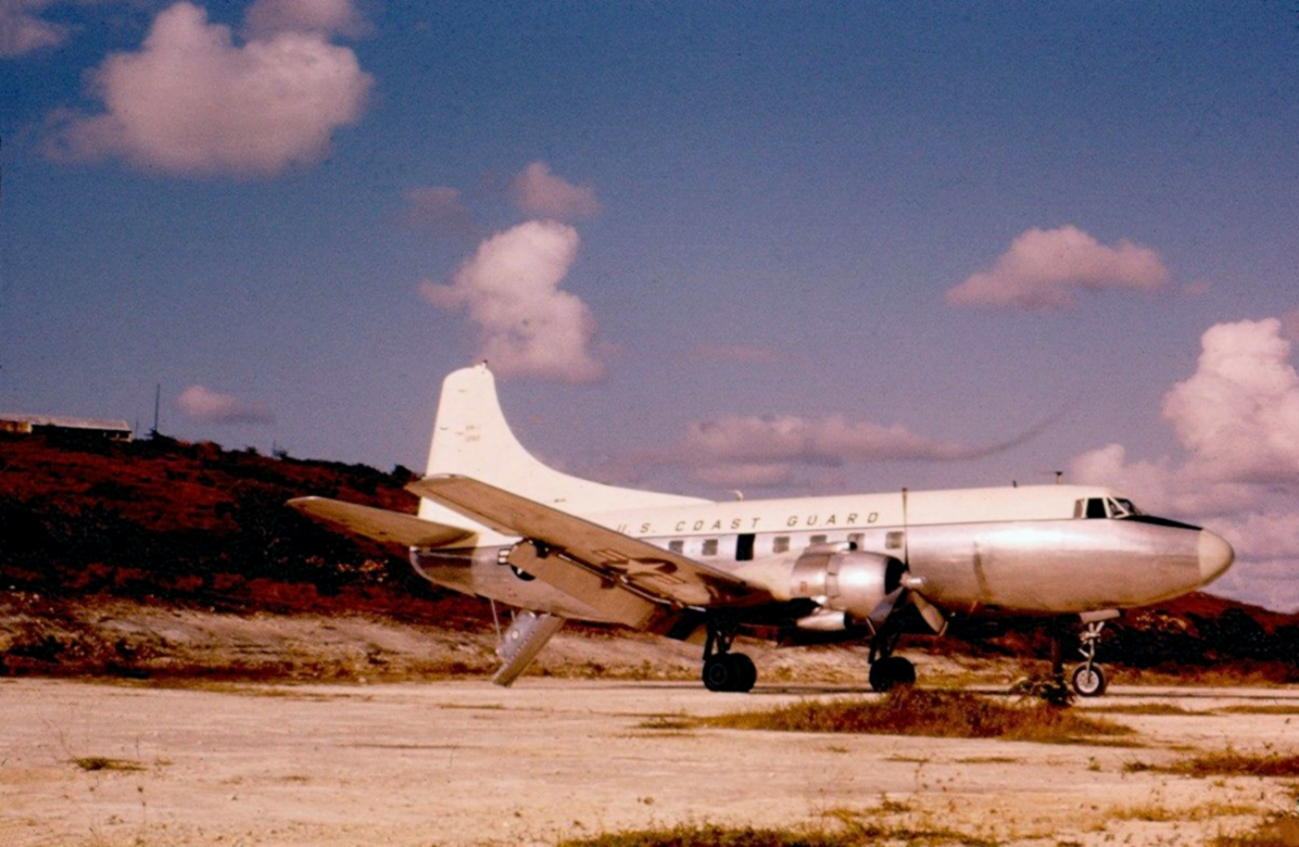
Martin RM-1Z en avril 1958.

Les deux derniers Martin 4-0-4 construits le furent pour les besoins de l'US Coast Guard qui recherchait un avion de transport et de liaisons pour son état-major. Ils reçurent la désignation militaire de RM-1Z, qui fut transformé en septembre 1962 après la normalisation de la nomenclature des avions militaires américains en VC-3A. Ils étaient aménagés pour transporter entre 17 et 22 passagers.
Ces avions ne reçurent jamais de nom de baptême. Ils demeurèrent en service jusqu'en 1969, laissant la place à un Gulfstream VC-11A.
Ces deux avions volaient avec les immatriculations de USCG-1282 et USCG-1283.
Ils ont reçu au cours de leurs carrières deux livrées différentes, l'une à dominante blanche, et la livrée habituelle des aéronefs de l'US Coast Guard dès 1962 en orange et blanc. C'est dans celle-ci qu'ils ont terminé leur carrière opérationnelle. Les RM-1Z furent les premiers avions destinés à transporter des autorités à servir dans cette arme américaine.

## Versions
- Martin 4-0-4, prototype et version de série, construits à 101 exemplaires.
- Martin RM-1Z (puis VC-3A en septembre 1962), version de transport de personnalités pour l'US Coast Guard, construit à deux exemplaires.

## Préservation
- Un ancien avion de TWA[8] au Planes of Fame Museum.
- Les deux RM-1Z respectivement au National Air and Space Museum et à l'US Coast Guard Academy.

## Appareils similaires
- Convair 240.
- Iliouchine Il-12.
- Saab Scandia.